# Světový pohár v judu 2011
Světový pohár (SP) v judu za rok 2011 tvořily turnaje Grand Slam/Prix, kontinentální turnaje světového poháru a turnaj mistrů. Body za úmístění z těchto turnajů se primárně počítají do olympijské kvalifikace a dále hrají významnou, ne však zásadní roli při nasazování judistů do pavouku turnajů.

## Vítězové SP v roce 2011

### Turnaj mistrů
| turnaj | měsíc | rod  | superlehká váha | pololehká váha | lehká váha    | polostřední váha | střední váha  | polotěžká váha | těžká váha    |
| ------ | ----- | ---- | --------------- | -------------- | ------------- | ---------------- | ------------- | -------------- | ------------- |
| Baku   | Leden | muži | R. Sobirov      | Ch. Cagánbátar | Wang Ki-čchun | E. Mammadli      | E. Mammadov   | S. Samojlovič  | T. Riner      |
| Baku   | Leden | ženy | H. Asamiová     | M. Nakamuraová | T. Monteirová | G. Émaneová      | L. Décosseová | Jang Siou-li   | M. Tačimotová |

### Grand Slam (GS) / Grand Prix (GP)
Sérii štědře dotovaných turnajů Grand Slam a Grand Prix pořádá Mezinárodní judistická federace. Největší prestiž mají Tokijský Grand Slam (Kano Cup) a Pařížský Grand Slam (Pařížský turnaj).
V kalendáři na sezónu byla původně Grand Prix Tunisu. Kvůli nepokojům v Tunisku (Arabské jaro) však byla narychlo zrušena a nahrazena Grand Prix Baku.

#### Muži
| turnaj | turnaj         | měsíc    | superlehká váha | pololehká váha | lehká váha       | polostřední váha | střední váha     | polotěžká váha | těžká váha       |
| ------ | -------------- | -------- | --------------- | -------------- | ---------------- | ---------------- | ---------------- | -------------- | ---------------- |
| GS     | Paříž          | Únor     | R. Sobirov      | Dž. Morišita   | R. Nakaja        | Kim Če-pom       | D. Nišijama      | H. Grol        | T. Riner         |
| GP     | Düsseldorf     | Únor     | H. Hiraoka      | M. Fukuoka     | Dirk Van Tichelt | T. Stevens       | M. Nyman         | M. Rakov       | A. Tölzer        |
| GP     | Baku           | Květen   | A. Papinašvili  | R. Drakšič     | N. Jo'raqobilov  | O. Bischof       | D. Choriev       | H. Grol        | I. al-Šihábí     |
| GS     | Moskva         | Květen   | R. Sobirov      | A. Gadanov     | D. Elmont        | S. Maresch       | I. Iliadis       | A. Ze'evi      | Kim Su-wan       |
| GS     | Rio de Janeiro | Červen   | H. Jamamoto     | M. Moguškov    | R. Nakaja        | L. Guilheiro     | T. Ono           | T. Anai        | J. G. Schlittler |
| GP     | Abú Zabí       | Říjen    | J. Kosajev      | M. Fukuoka     | Wang Ki-čchun    | T. Nakai         | V. Lipartelijani | H. Grol        | Kim Song-min     |
| GP     | Amsterdam      | Listopad | D. Tömörchüleg  | R. Drakšič     | D. Elmont        | A. Schmitt       | T. Camilo        | H. Grol        | A. Tölzer        |
| GS     | Kano Cup       | Prosinec | H. Jamamoto     | T. Takadžó     | H. Akimoto       | T. Kawakami      | M. Nišijama      | S. Samojlovič  | A. Michajlin     |
| GP     | Čching-tao     | Prosinec | G. Zantaraija   | A. Gadanov     | Wang Ki-čchun    | K. Nagašima      | M. Nišijama      | Hwang Hui-te   | I. Makarov       |

#### Ženy
| turnaj | turnaj         | měsíc    | superlehká váha  | pololehká váha | lehká váha        | polostřední váha | střední váha   | polotěžká váha | těžká váha         |
| ------ | -------------- | -------- | ---------------- | -------------- | ----------------- | ---------------- | -------------- | -------------- | ------------------ |
| GS     | Paříž          | Únor     | H. Asamiová      | M. Bundmá      | A. Paviaová       | G. Émaneová      | L. Décosseová  | A. Tcheuméová  | M. Tačimotová      |
| GP     | Düsseldorf     | Únor     | T. Fukumiová     | J. Nišidaová   | R. Silvaová       | J. Uenová        | Čchen Fej      | P. Lchamdegd   | M. Sugimotová      |
| GP     | Baku           | Květen   | L. Bogdanovová   | P. Gnetová     | K. Gasimovová     | E. Šlezingrová   | E. Boschová    | A. Joóová      | T. Donguzašviliová |
| GS     | Moskva         | Květen   | T. Fukumiová     | M. Bundmá      | A. Satóová        | U. Žolnirová     | E. Boschová    | A. Ogataová    | Tchung Wen         |
| GS     | Rio de Janeiro | Červen   | H. Asamiová      | É. Mirandaová  | C. Căprioriuová   | K. Abeová        | J. Kuniharaová | M. Aguiarová   | M. Tačimotová      |
| GP     | Abú Zabí       | Říjen    | E. Jamagišiová   | M. Kelmendiová | G. Quintavalleová | C. Agbegnenouová | H. Tačimotová  | A. Joóová      | J. Ivaščenková     |
| GP     | Amsterdam      | Listopad | Ch. Van Snicková | S. Haddadová   | J. Bukuvalaová    | A. van Emdenová  | E. Boschová    | P. Lchamdegd   | S. Althemanová     |
| GS     | Kano Cup       | Prosinec | H. Asamiová      | T. Mijakawaová | K. Macumotová     | U. Žolnirová     | T. Uenová      | A. Ogataová    | M. Sugimotová      |
| GP     | Čching-tao     | Prosinec | Ch. Van Snicková | M. Bundmá      | Kim Čan-ti        | Sü Li-li         | Čchen Fej      | K. Harrisonová | Tchung Wen         |

### Světový pohár (SP)
Ostatní méně bodované turnaje světového poháru.

#### Muži
| turnaj | turnaj         | měsíc    | superlehká váha | pololehká váha | lehká váha     | polostřední váha | střední váha   | polotěžká váha   | těžká váha     |
| ------ | -------------- | -------- | --------------- | -------------- | -------------- | ---------------- | -------------- | ---------------- | -------------- |
| SP     | Tbilisi        | Leden    | I. Muškijev     | S. Lim         | A. Avalijani   | A. Črikišvili    | V. Syňavskyj   | A. Kostojev      | A. Michajlin   |
| SP     | Budapešť       | Únor     | H. Jamamoto     | Dž. Morišita   | A. Ungvári     | S. Mrvaljević    | D. Nišijama    | N. Tüvšinbajar   | R. Silva       |
| SP     | Varšava        | Únor     | A. McKenzie     | A. Nazarjan    | B. Darbelet    | L. Pietri        | R. Meloni      | C. Maret         | S. Bondarenko  |
| SP     | Bukurešť       | Červen   | B. Šukvani      | D. Fâșie       | R. Bokijev     | A. Črikišvili    | Z. Gogočuri    | L. Krpálek       | B. Bor         |
| SP     | Tallin         | Červen   | I. Muškijev     | G. Polak       | S. Huysuz      | F. Bruyere       | R. Meloni      | V. Denysov       | M. Paškevičius |
| SP     | São Paulo      | Červen   | L. Paischer     | L. Revite      | S. Ňam-Očir    | J. Bottieau      | A. González    | E. van der Geest | R. Silva       |
| SP     | Miami          | Červenec | J. Postigos     | L. Cunha       | Ch. Cagánbátar | F. Bruyere       | H. Pessanha    | L. Krpálek       | D. Stěrchov    |
| SP     | Puerto la Cruz | Červenec | J. Guédez       | A. Wong        | T. Adamiec     | S. Mrvaljević    | M. Randl       | A. Mekić         | G. Eitel       |
| SP     | San Salvador   | Červenec | B. Alves        | R. Valderrama  | K. Wiłkomirski | A. Ciano         | A. Émond       | L. Krpálek       | D. Hernandes   |
| SP     | Ulánbátar      | Září     | Č. Boldbátar    | Ch. Cagánbátar | S. Ňam-Očir    | Hong Sok-ung     | Song Te-nam    | B. Teműlen       | Kim Song-min   |
| SP     | Taškent        | Září     | J. Smetov       | S. Lim         | M. Sharipov    | T. Stevens       | D. Choriev     | R. Sajidov       | R. Silva       |
| SP     | Almaty         | Září     | D. Amartüvšin   | N. Majlašev    | R. Bokijev     | I. Bozbajev      | I. Remarenko   | L. Corrêa        | S. Prokin      |
| SP     | Liverpool      | Říjen    | A. McKenzie     | D. Larose      | N. Delpopolo   | A. Clerget       | C. Lambert     | B. Behrla        | D. Hernandes   |
| SP     | Baku           | Říjen    | V. Širinli      | T. Karimov     | V. Skvorcov    | A. Pšmachov      | D. Gerasimenko | L. Žoržolijani   | I. al-Šihábí   |
| SP     | Apia           | Listopad | Almas           | S. Mehmedovich | S. Huysuz      | A. Sedej         | D. Hischier    | A. Blošenko      | C. Sherrington |
| SP     | Čedžu          | Prosinec | Čchö Kwang-hjon | Čo Čun-ho      | Wang Ki-čchun  | Hong Sok-ung     | Song Te-nam    | N. Tüvšinbajar   | Čo Ku-ham      |

#### Ženy
| turnaj | turnaj         | měsíc    | superlehká váha  | pololehká váha | lehká váha        | polostřední váha | střední váha   | polotěžká váha  | těžká váha         |
| ------ | -------------- | -------- | ---------------- | -------------- | ----------------- | ---------------- | -------------- | --------------- | ------------------ |
| SP     | Sofie          | Leden    | S. Akkuşová      | J. Hašimotová  | M. Roperová       | E. Stamová       | K. Thieleová   | M. Lévesqueová  | T. Donguzašviliová |
| SP     | Oberwart       | Únor     | K. Kondóová      | I. Heylenová   | A. Satóová        | Sü Li-li         | Hwang Je-sul   | T. Okamuraová   | Kim Na-jong        |
| SP     | Praha          | Únor     | A. Hormigová     | Che Chung-mej  | S. Loková         | Sü Jü-chua       | M. Pasquetová  | P. Lchamdegd    | Čchin Čchien       |
| SP     | Madrid         | Červen   | O. Blancová      | M. Krähová     | K. Quadrosová     | C. Malzahnová    | K. Pollingová  | H. Wollertová   | Tchung Wen         |
| SP     | Lisabon        | Červen   | A. Hormigová     | N. Kuzjutinová | G. Quintavalleová | E. Šlezingrová   | B. Bandelová   | H. Wollertová   | T. Donguzašviliová |
| SP     | São Paulo      | Červen   | Ch. Van Snicková | É. Mirandaová  | R. Silvaová       | C. Mönchzajá     | Y. Alvearová   | Čang Če-chuej   | Jü Sung            |
| SP     | Miami          | Červenec | O. Blancová      | R. Tarangulová | M. Malloyová      | S. Clarková      | Y. Alvearová   | K. Harrisonová  | K. Bryantová       |
| SP     | Puerto la Cruz | Červenec | P. Paretová      | I. Heylenová   | M. Heinová        | M. Miškovićová   | Y. Alvearová   | A. Cottonová    | V. Zambottiová     |
| SP     | San Salvador   | Červenec | T. Limaová       | I. Heylenová   | R. Silvaová       | M. Miškovićová   | K. Kłysová     | A. Cottonová    | M. Mojicaová       |
| SP     | Ulánbátar      | Září     | M. Uranceceg     | M. Bundmá      | Kim Čan-ti        | C. Mönchzajá     | R. Sraková     | P. Lchamdegd    | D. Cerenchand      |
| SP     | Taškent        | Září     | Čong Čong-jon    | P. Nareksová   | I. Zabludinová    | E. Šlezingrová   | J. Robraová    | A. Velenšeková  | Kim Na-jong        |
| SP     | Almaty         | Září     | O. Blancová      | L. Gómezová    | H. Karakasová     | E. Gwendová      | J. Robraová    | A. Velenšeková  | G. Isanovová       |
| SP     | Řím            | Říjen    | E. Morettiová    | M. Kelmendiová | G. Quintavalleová | M. Miškovićová   | M. Bernabéuová | M. Verkerková   | K. Mathéová        |
| SP     | Minsk          | Říjen    | L. Bogdanovová   | M. Kelmendiová | Y. Amarisová      | J. Ylinenová     | N. Smalová     | V. Moskaljuková | T. Donguzašviliová |
| SP     | Apia           | Listopad | P. Paretová      | R. Tarangulová | J. Melançonová    | V. Beđetiová     | S. Conwayová   | A. Eiglová      | K. Bryantová       |
| SP     | Čedžu          | Prosinec | R. Okamotová     | A. Chițuová    | Lien Čen-ling     | E. Gwendová      | K. Nuniraová   | Čang Če-chuej   | Kim Či-jun         |